# Alma Karlin
Alma Maksimiljana Karlin (Celje, Osztrák–Magyar Monarchia, 1889. október 12. – Pečovnik, 1950. január 14.) szlovén utazó, újságíró, költő és író. A két világháború között a legtöbbet olvasott német nyelvű útikönyvíró.

## Élete
A mai Celjében született. Édesapja a Császári és Királyi Hadsereg tisztje volt, édesanyja a celjei német leányiskolában tanított. Akkoriban a cillei polgárság nagy része németül beszélt. Alma tehetségesnek bizonyult a zenében, rajzban, és főleg idegen nyelvek elsajátításában. Grazban, Párizsban, majd Londonban tanult nyelveket. A londoni Royal Society of Artsban nyolc idegen nyelvből tett vizsgát. Az első világháború kitörésekor Norvégiába menekült, ahol néprajzot és természettudományokat tanult. 1918-ban újra Cillébe tért vissza, nyelviskolát nyitott, de már ekkor elhatározta, hogy világ körüli utazásra indul, ezért elmélyítette földrajztudományi, botanikai és zoológiai ismereteit. Ekkor már a németen kívül tizenegy nyelven beszélt.
1919 és 1928 között hosszabb időt töltött a Közel-Keleten, Dél-Amerikában, és főleg Ázsiában. Beszámolói, cikkei a német nyelvű Cillier Zeitungban, a Neue Illustrierte Zeitung német napilapban és a Der deutsche Bergknappéban, a német bányamunkások egyesületének szaklapjában jelentek meg. Tokióban egy ideig a Német Követségen dolgozott, Kínában pedig az ott élő Erich von Salzmann újságíró és író asszisztense volt. Hazatérésekor számos vázlatfüzetet, a világ legkülönbözőbb helyein gyűjtött templomi dalokat, textíliákat, műtárgyakat, fegyvereket, aranyból készült tárgyakat, kagylókat, növényeket stb. hozott magával. A gyűjtemény egy része a Celjei Regionális Múzeumba került. Az 1933-ban megjelent Windlichter des Todes című regénye olyan mély benyomást tett Selma Lagerlöfre, hogy Irodalmi Nobel-díjra jelölte Alma Karlint.
Karlin már nagyon korán állást foglalt a nácizmus ellen. 1937-ben a náci-ellenes német újságíró, Hans Joachim Bonsack Celjében, Alma otthonában talált menedéket. 1941-ben a nemzetiszocialisták betiltották könyveit Németországban. A Wehrmacht 1941-ben letartóztatta, először Celjében, majd Mariborban internálták. Barátnője, Thea Gamelin német ismerősein keresztül elérte, hogy ne kerüljön németországi koncentrációs táborba. Végül szabadlábra helyezték, de a Wehrmacht figyelte. 1944 őszén sikerült Fehér-Krajnába (Bela krajina) szöknie a partizánokhoz. Dalmáciában élte meg a háború végét. 1950-ben hunyt el Celjében.
A szocialista Jugoszláviában csak 1969-ben jelent meg a Seltsame Weltreise szlovén fordítása. A kései elismerésnek elsősorban ideológiai okai voltak: mindent, ami a szlovéniai németekhez, osztrákokhoz kapcsolódott, elutasítottak. A már független Szlovéniában a néprajzosok új generációja fedezte fel újra Alma Karlin munkásságát. Celjében szobor állít neki emléket.

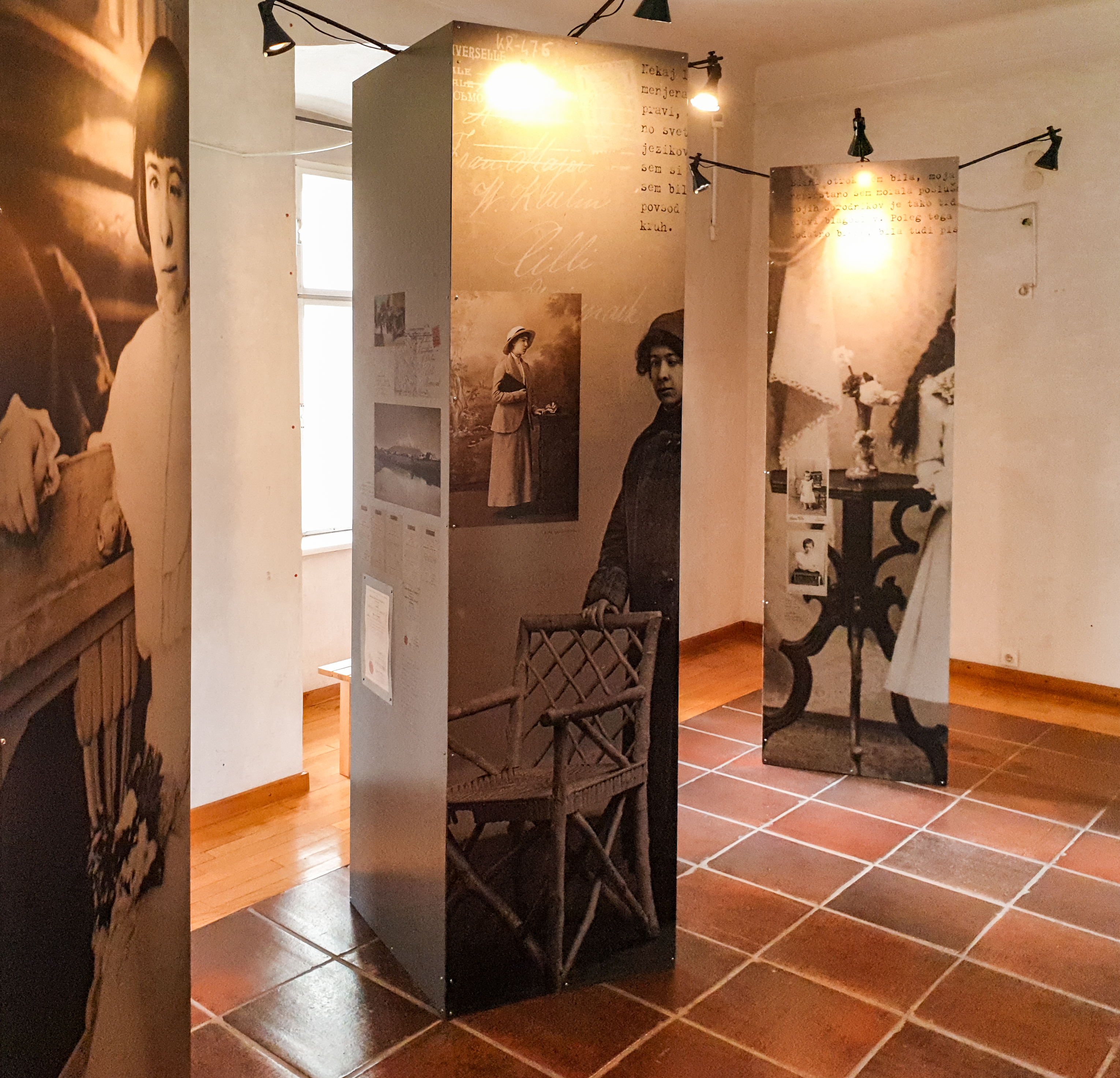
Kiállítás a a Celjei Regionális Múzeumban, a celjei grófi palota épületében Alma Karlin életéről és munkásságáról
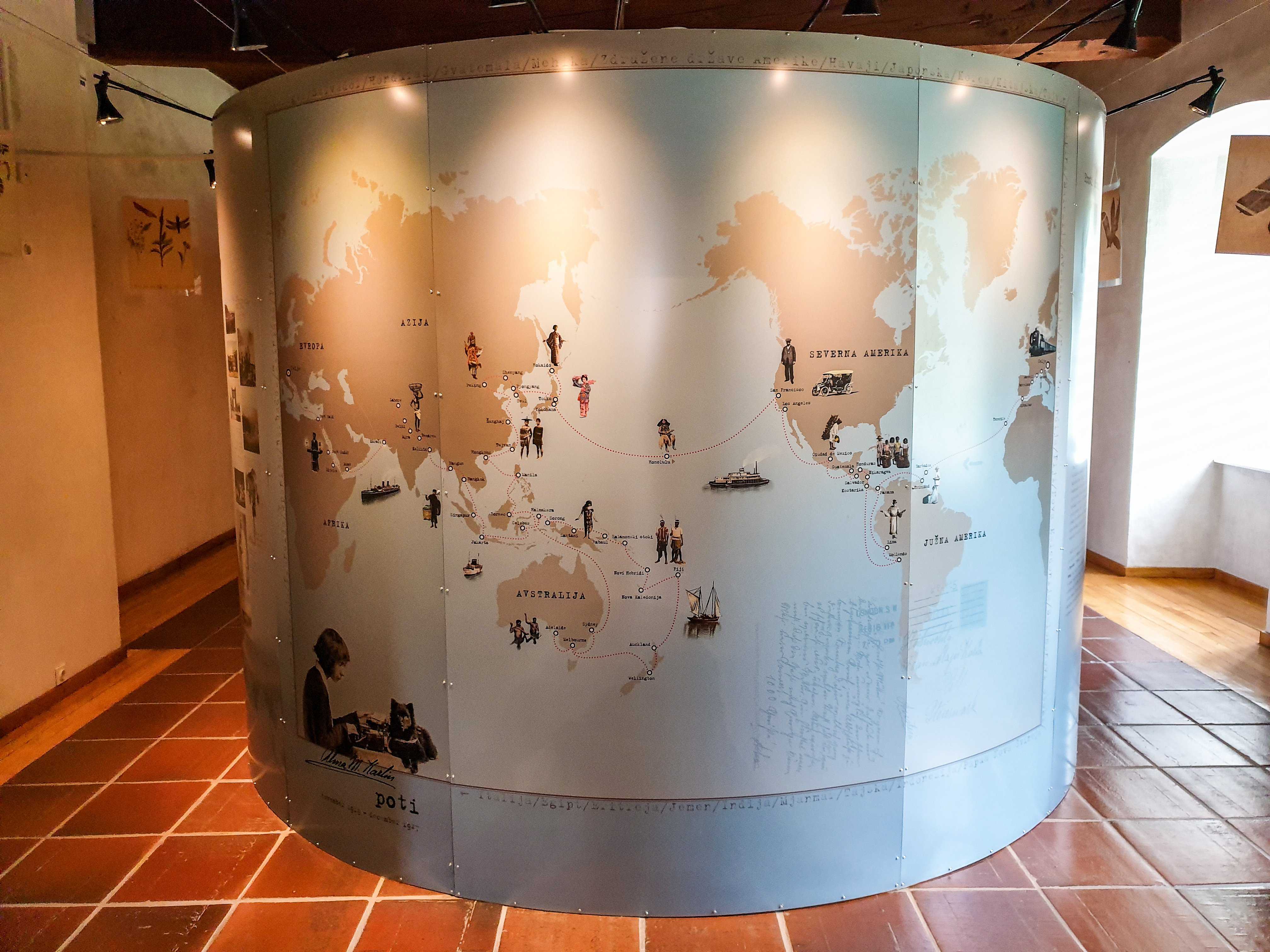
Utazásai térképen
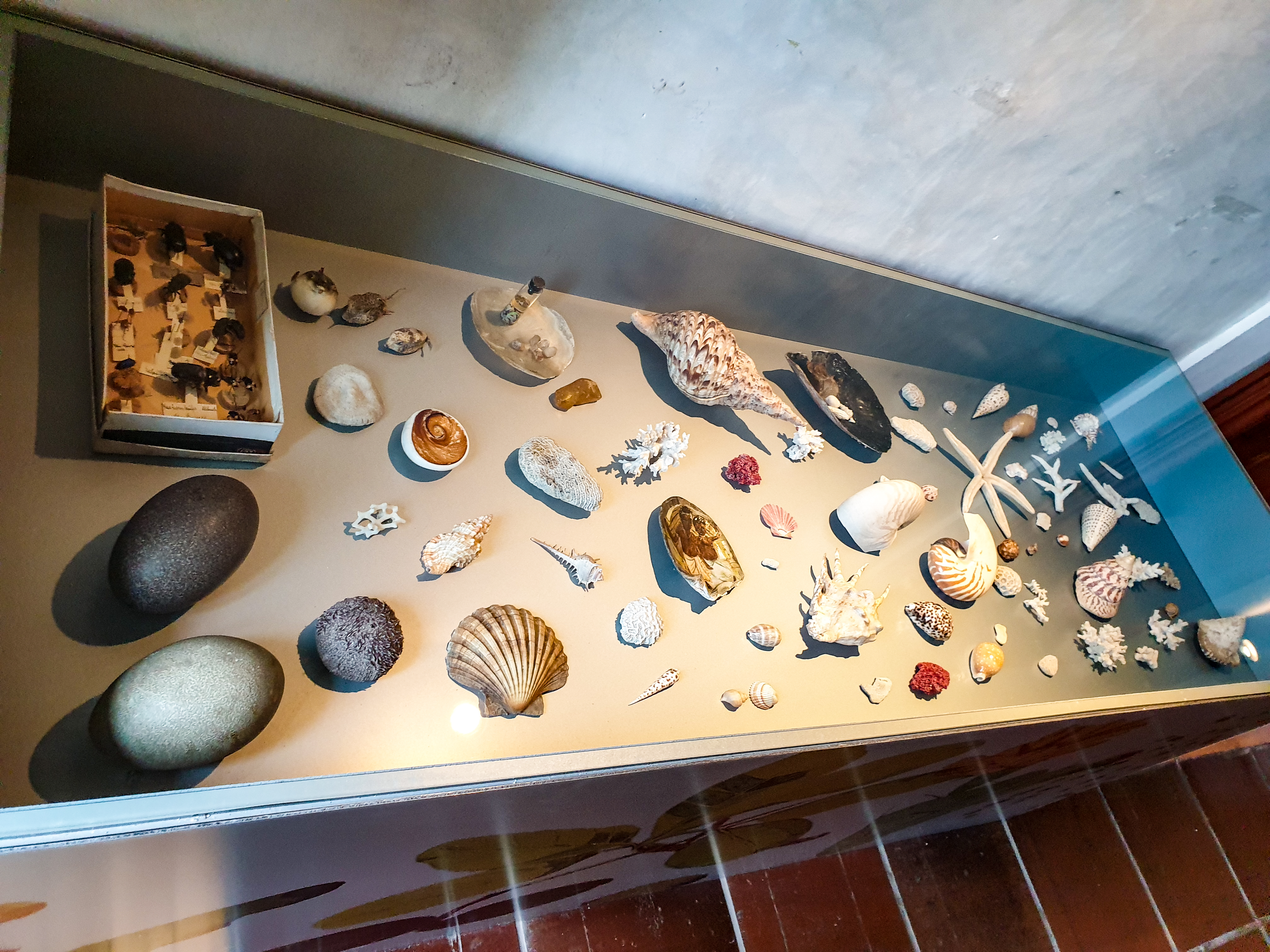
Gyűjteményei a déli tengerekről

## Írásai
- Mein kleiner Chinese, 1921
- Einsame Weltreise, 1928
- Im Banne der Südsee, 1930
- Drachen und Geister,  1930
- Der Götze, 1931
- Mystik der Südsee, 1931
- Der Todesdorn, 1933
- Windlichter des Todes,  1933
- Into-Yo-Intec, 1934
- Tränen des Mondes, 1935
- O ioni San, 1936
- Vier Mädchen im Schicksalswind, 1936
- Kleiner Frühling, 1937
- Der blaue Mond, 1938
- Der Becher des Vergessens, 1938
- Erlebte Welt, das Schicksal einer Frau. Durch Insulinde und das Reich des weißen Elefanten, durch Indiens Wunderwelt und durch das Tor der Tränen, 1938